# Charlie Bermúdez
Carlos Bermúdez Torres, detto Charlie (Santurce, 1º luglio 1951), è un ex cestista portoricano.

## Carriera
Con Porto Rico ha disputato due edizioni dei Campionati del mondo (1974, 1978) e tre dei Giochi panamericani (Città del Messico 1975, San Juan 1979, Caracas 1983) e i Campionati americani del 1980.